# 事業継続価値
事業継続価値（じぎょうけいぞくかち）とは、民事再生法、会社更生法に基づき企業の再建を図る場合において、事業の継続を前提とした場合に得られるであろう経済価値の見積額をいう。企業を構成する個々の資産を、それ単体ではなく企業体の組織の一部として評価する場合の価額である。なお、法的な再生手続のみならず、私的整理によって再生を行う場合にも、事業継続価値を求めるものとされている。

## 評価の方法
基本的に事業継続によって得られる収益を資本還元して求められるが、比準価格及び積算価格の検証を行う。なお、再建型の私的整理を行う場合の事業継続価値は法的整理の場合に想定される回収額よりも、より多くの回収が見込めるよう経済的な合理性が求められている。
投資計算上、便宜的にDCF法（ディスカウンテッド・キャッシュフロー法）によるキャッシュフローの現在価値を割り出す際にはターミナル・ヴァリューとして表す。予測可能年数以降も事業が永続的に継続していくものと見なす考えに立っている。

## 再生手続
再建型の再生手続には、法的な民事再生、会社更生と私的な再生ガイドラインに基づいた再生手続がある。
民事再生
経済的に窮境にある債務者について、その債権者の多数の同意を得て、かつ裁判所等の認可を受けた再生計画を定めること等により、当該債務者とその債権者の民事上の権利関係を適切に調整し、もって当該債務者の事業又は経済生活の再生を図ることを目的とした手続。なお、一般的には中小企業を対象としている。
会社更生
窮境にある株式会社について、更生計画の策定及びその遂行に関する手続を定めること等により、債権者、株主その他の利害関係人の利害を適切に調整し、もって当該株式会社の維持更生を図ることを目的とした再建型の手続。なお、民事再生との違いは大企業を対象としていると解される。
私的整理のためのガイドライン
再建型の私的整理には、「私的整理のガイドライン」に沿って行う整理手続がある。私的整理のガイドラインは公明正大で
透明性のある私的整理を行うためのルールである。複数の金融機関に対して返済困難な債務を抱えた企業のうち、過剰な債務をある程度軽減することによって、再建できる可能性がある企業を救済するために、債務者企業と金融機関が協議した上で、債権放棄やデット・エクイティ・スワップなどの金融支援を実施して再建を図る制度。
早期事業再生ガイドライン
企業が早期に事業再生に着手し、過剰債務に陥ることを未然に防止するとともに、過剰債務を抱える企業が迅速な事業再生に取り組むことを促すためのガイドライン。「早期事業ガイドライン」は、早期事業再生に向けた新たな課題を提示するとともに、これを促す環境整備のために行政が取り組むべき課題などを提案している。

## 関連評価基準等
- 民事再生法
- 会社更生法
- 私的整理のガイドライン (PDF)
- 早期事業再生ガイドライン (PDF)